# Henry Seebohm
Pour les articles homonymes, voir Seebohm.
Henry Seebohm (12 juillet 1832 - 26 novembre 1895) est un industriel anglais (métallurgie), voyageur et ornithologue amateur.

## Biographie
Il est né à Bradford. Son intérêt pour l'histoire naturelle le pousse à voyager, en Grèce, Scandinavie, Turquie, et Afrique du Sud. Ses expéditions dans la toundra de Sibérie dans la région de l'Ienisseï sont décrites dans ses principaux livres, Siberia in Europe (1880) et Siberia in Asia (1882), qui furent fusionnés en une seule  publication posthume The Birds of Siberia (1901).
Il est un des premiers ornithologues européens, à adopter la nomenclature trinomiale pour classer les sous-espèces.
Plusieurs espèces d'oiseaux sont nommées en son honneur comme l'Amphilaïs tachetée (Dromaeocercus seebohmi) par Richard Bowdler Sharpe (1847-1909) ou la Bouscarle de Seebohm (Bradypterus seebohmi).

## Liste partielle des publications
- 1880 : Siberia in Europe: a visit to the valley of the Petchora, in north-east Russia; with descriptions of the natural history, migration of birds, etc.[1] (J. Murray, Londres).
- 1883 : A History of British Birds.
- 1887 : The Geographical Distribution of the family Charadriidae.
- 1890 : The Birds of the Japanese Empire.
- 1898 : A Monograph of the Turdidae.
- 1901 : The Birds of Siberia. A record of a naturalist's visits to the valleys of the Petchora and Yenesei. Réimpression en 2 volumes en 1985. The Birds of Siberia: To the Petchora Valley. Alan Sutton Publishing.  (ISBN 0-86299-259-1), The Birds of Siberia: The Yenesei. Alan Sutton Publishing.  (ISBN 0-86299-260-5)